# Xiao Shui
Der Fluss Xiao Shui (潇水), bis zur Östlichen Jin-Dynastie (317–420) Ying Shui (营水), ist ein Fluss im Süden der chinesischen Provinz Hunan. Er gilt seit 2013 als Oberlauf des Xiang Jiang, der wiederum in den Dongting-See fließt und damit zum Flusssystem des Jangtsekiang gehört. Zusammen mit dem Xiang Jiang ist er Teil der Alternativbezeichnung „Xiaoxiang“ für die Provinz Hunan.

## Verlauf
Der Fluss entspringt am Südhang der Wildhund-Berge bzw. Yegou Ling (野狗岭) in der Gemeinde Xiangjiangyuan der Yao (湘江源瑶族乡, bis 2015 „Gemeinde Ziliang der Yao“ bzw. 紫良瑶族乡) des Kreises Lanshan.
Er fließt zunächst unter dem Alternativnamen Shen Shui (深水) nach Süden, dann nach Westen in den Centianhe-Speichersee (涔天河水库). Von dort aus fließt der Fluss unter dem Namen Tuo Shui (沱水) nach Norden durch den Kreis Jianghua in den Shuangpai-Speichersee (双牌水库). Ab der Einmündung in den Speichersee im Kreis Dao heißt der Fluss nur noch Xiao Shui.
Bei der Wasserlinsen-Insel bzw. Pingdao (萍岛) im Stadtbezirk Lingling von Yongzhou mündet der Fluss in den Westlichen Ursprung des Xiang Jiang (湘江西源).
Dort befindet sich seit 2015 der Nationale Feuchtlandpark Xiao Shui (潇水国家湿地公园).

## Kontroverse
Die traditionelle Annahme in China lautet, dass der Xiang Jiang im Süden des Kreises Xing’an, östlich von Guilin in der Provinz Guangxi entspringt. Bei einer 2010 vom Staatsrat der Volksrepublik China für das ganze Land angeordneten wasserwirtschaftlichen Bestandsaufnahme kam man jedoch zu einem anderen Ergebnis. Im Jahr 2011 beauftragte das Ministerium für Wasserwirtschaft der Volksrepublik China das Wasserwirtschaftliche Forschungsinstitut Nanjing (南京水利科学研究院, seit 2001 ein gemeinnütziger Verein), mit modernen Methoden die Zweigflüsse oberhalb der Wasserlinsen-Insel zu vermessen. Nach Auswertung von Aufnahmen der Yaogan-Satelliten und des China-Brazil Earth Resources Satellite Program kam das Institut zu folgendem Ergebnis:
- Der Flussabschnitt von Lanshan bis Yongzhou (Xiao Shui) ist 346 km lang, besitzt ein Einzugsgebiet von 12.094 km², das am Zusammenfluss einströmende Wasservolumen beträgt 11,61 Milliarden Kubikmeter pro Jahr und das durchschnittliche Sohlgefälle 0,761 ‰.
- Der Flussabschnitt von Xing’an bis Yongzhou (der angebliche Oberlauf des Xiang Jiang) ist 262 km lang, besitzt ein Einzugsgebiet von 9208 km², das am Zusammenfluss einströmende Wasservolumen beträgt 9,75 Milliarden Kubikmeter pro Jahr und das durchschnittliche Sohlgefälle 0,647 ‰.

Auf dieser Grundlage beschloss das Ministerium für Wasserwirtschaft der Volksrepublik China, dass der Flussabschnitt von Lanshan bis Yongzhou als Hauptfluss des Xiang Jiang zu betrachten sei, der Flussabschnitt von Xing’an bis Yongzhou als Nebenfluss des Xiang Jiang. Am 20. Mai 2013 wurde die Neukategorisierung offiziell verkündet. Dies entspricht auch der ursprünglichen Beschreibung des Flusssystems im Shanhaijing aus der Zeit der Streitenden Reiche (475–221 v. Chr.); die fälschliche Annahme über den Ursprung des Xiang Jiang taucht erst während der Östlichen Han-Dynastie (25–220) im Shuijing zhu auf. Experten vom Forschungszentrum für Historische Geographie an der Fakultät für Städtebau und Umweltstudien der Universität Peking (北京大学历史地理研究中心) sind der Meinung, dass das mit dem Bau des Lingqu-Kanals ab 223 v. Chr. zusammenhängt. Durch diese Verbindung zwischen dem nordwärts fließenden Xiang Jiang und dem südwärts fließenden Li Jiang und die dadurch entstandene Wasserstraße vom Jangtsekiang zum heutigen Guangzhou wurde der Flussabschnitt von Xing’an bis Yongzhou aufgewertet und die Menschen nahmen an, dass das östliche Ende des Lingqu-Kanals bei Xing’an den Ursprung des Xiang Jiang markierte.
Nach den Regeln des Staatsrats für die Bestandsaufnahme der Gewässer kann ein Fluss an seinem Ober-, Mittel- und Unterlauf durchaus unterschiedliche Namen besitzen; der gesamte Fluss trägt dann den Namen des Unterlaufs. Mit der Bezeichnung des Xiang Jiang unterhalb von Yongzhou gab es kein Problem. Da ein Nebenfluss, zu dem der bisherige Oberlauf des Xiang Jiang nun degradiert worden war, aber nicht den gleichen Namen wie sein Hauptfluss tragen kann, erhielt der Flussabschnitt von Xing’an bis Yongzhou die offizielle Bezeichnung „Westlicher Ursprung des Xiang Jiang“. Die Bezeichnung „Xiao Shui“ für den nunmehrigen Oberlauf des Xiang Jiang wurde beibehalten, die Gemeinde Ziliang wurde jedoch am 24. November 2015 in „Xiangjiangyuan“, also „Ursprung des Xiang Jiang“ umbenannt.